# Перун
Перун (още Piorun, Parun, Перин) е едно от най-могъщите божества в славянската митология, сътворител на гръмотевицата и светкавицата, носител на бури и дъжд, закрилник на бойците и предводител на отрядите по време на битка. Почти навсякъде Перун е върховен бог. Планината Пирин в Южна България носи името на бог Перун.

## Етимология
Името му се извежда от индоевропейския корен *(s)per-, което означава „удрям“, „поразявам“ (праслав. *рьrаti, *perǫ, бълг. пера, первам, перна, литовски perti „удрям, бия“) и в праславянския език има производна *perunъ, „гръм, светкавица“, дума, която е запазена в рус.и укр. перун, беларус. пярун, чеш. perun, пол. piorun „гръм“. Името на бога следователно е тъждествено на името на германския бог Тор – þórr, Donner, Thunder „мълния, гръм“. По всяка вероятност култът към Перун е изпитал влиянието на германския култ към Тор или обратното. В езика на полабските славяни четвъртък се наричал Peräunedån, което калкира нем. Donnerstag и англ. Thursday.

## Особености
Перун е рушител, наказател и благодетел – дъждовете които предизвиква носят живот и плодородие на земята. За да поощри праведните хора, той им помага и ги дарява за добрите им дела, а жестокостта и строгостта му внасят и утвърждават реда сред людете.
Бог Перун е споменат в договорите между византийците и киевските князе Олег (907 г.), Игор I (945 г.) и Светослав I (971 г.). За Перун се говори и в хрониките „Слово и откровение святых апостолов“ (14 век), „Слово о покаянии“ и „Слово о мздоимании“. В старобългарската литература не е засвидетелстван.
Образът на Перун съответства на балтийския Перкунас, скандинавския Тор, гръцкия Зевс, латинския Юпитер, келтския Таринис. След християнизацията на битово ниво е отъждествяван със Свети Илия.
Името на планината Пирин произхожда от Перун. Предполага се, че името на германския град Прон също е свързано с името на бог Перун. От името на Перун произхожда името на цветето перуника.
Съпруга на Перун била богинята Додола (Пеперуна, Ехо, Перуница, Летница), а техни деца били Дженгал, Девана, Перуника, която някои автори определят и като сестра на Перун.
Стари легенди свързват името на днешния български град Перник със славянския бог Перун. Легендата гласи, че името на гр. Перник е производно на корена 'Перун' и наставка – ик.